# 마쓰마에 아키히로

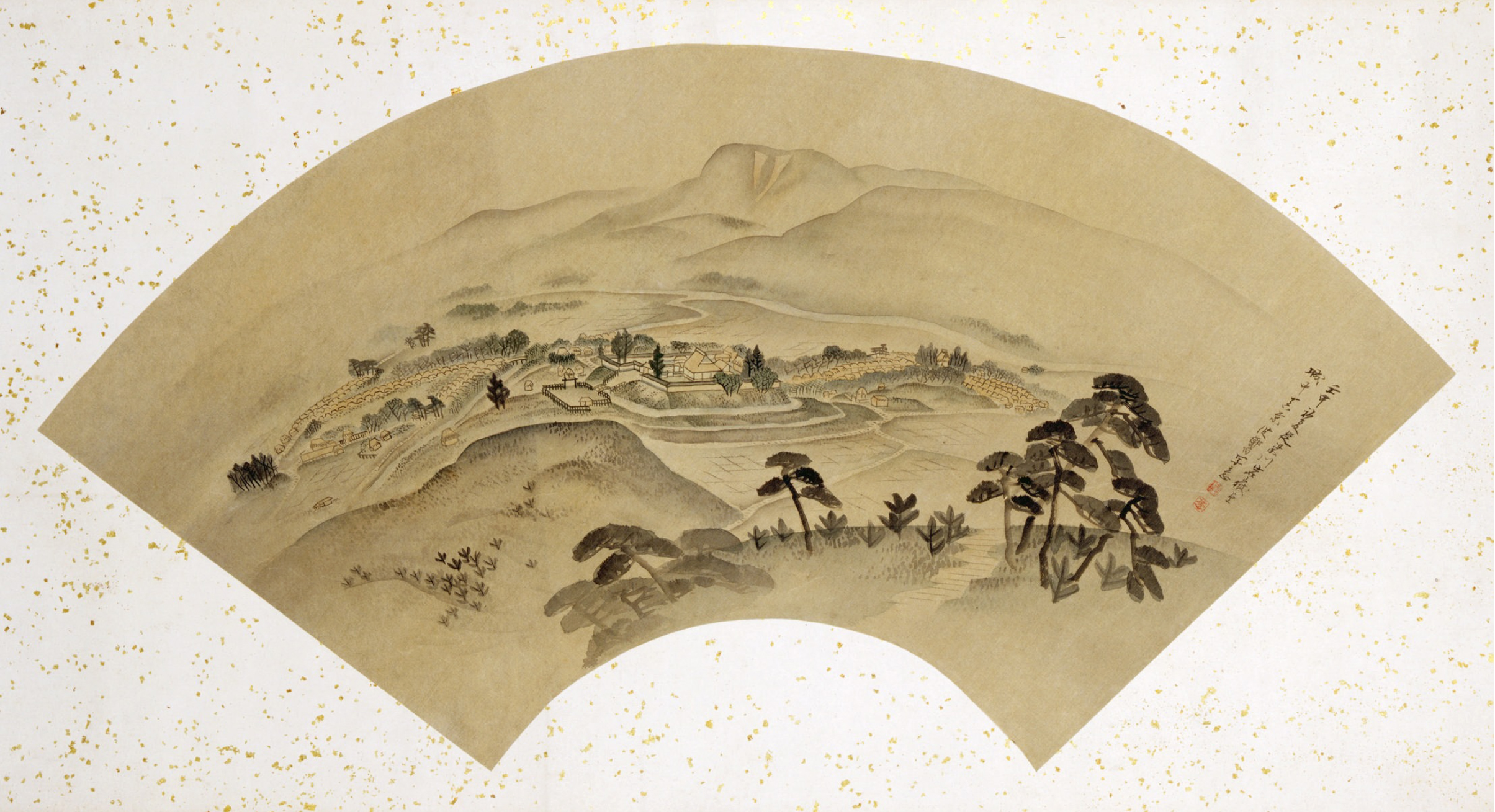

마쓰마에 아키히로(일본어: 松前章廣, まつまえ あきひろ, 1775년 8월 25일 ~ 1833년 9월 8일)는 마쓰마에번의 9대 번주이다.
마쓰마에번의 8대 번주 마쓰마에 미치히로의 장남으로 태어났다. 1792년, 아버지가 은거함에 따라 9대 번주의 자리에 올랐다. 이 무렵 홋카이도와 사할린섬 등지에 러시아 세력이 접근하여, 에조와 접촉하고 일본에 통상을 요구하는 등 북방의 위험이 증대되자, 에도 막부 측에서는 북쪽 상황에 대한 기민한 대응을 위해 1807년 마쓰마에 지역과 에조치를 막부 직할령화했고, 아키히로는 무쓰노쿠니 야나가와 번으로 이봉시켰다. 1821년, 막부 정책의 변화로 직할령이 해제되면서 옛 영지를 돌려받았다. 1833년에 사망하였고, 차남 지카히로(見廣)가 이미 죽었기 때문에 지카히로의 장남인 요시히로(良廣)가 그 뒤를 이었다.
| 전임 마쓰마에 미치히로 | 제9대 마쓰마에번 번주 (마쓰마에 가문) 1792년 ~ 1807년 1821년 ~ 1833년 (재봉) | 후임 마쓰마에 요시히로 |

| 전임 막부령(마쓰다이라 미치하루) | 야나가와 번 번주 (마쓰마에 가문) 1807년 ~ 1821년 | 후임 마쓰마에 번으로의 재봉으로 인한 폐번 |